# Alicio Solalinde
Alicio Ignacio Solalinde Miers (Villeta, 1 de fevereiro de 1952) é um treinador de futebol e ex-futebolista paraguaio que atuava como defensor. Atualmente, encontra-se desempregado.

## Carreira
Como jogador, Solalinde iniciou a carreira no River Plate-PAR em 1971 e passou ainda pelo Libertad, entre 1977 e 1978. Porém, viveu sua melhor fase pelo Olimpia, entre 1979 e 1983, vencendo 9 títulos - entre eles, a Copa Libertadores e a Copa Intercontinental (ambas em 1979) e 6 Campeonatos Paraguaios consecutivos. Pendurou as chuteiras em 1983, logo após conquistar o hexacampeonato nacional.

## Seleção Paraguaia
Na Seleção Paraguaia, integrou o elenco que venceu a Copa América de 1979, tendo ainda jogado a edição de 1975. Pelos Guaranis, foram 32 jogos e 4 gols marcados entre 1975 e 1981.

## Carreira de treinador
Solalinde estreou como técnico em 1993, comandando a Seleção Paraguaia na Copa América de 1993, mas não conseguiu classificá-la à Copa de 1994. Comandou ainda 12 de Octubre (2 passagens), Olimpia (também 2 passagens), Independiente FBC, Sportivo Luqueño, Rubio Ñu e Deportivo Santaní. O último clube treinado por ele foi o River Plate-PAR (onde iniciara a carreira de jogador), em 2016.

## Títulos

### Como jogador
Olimpia
- Campeonato Paraguaio: 1978, 1979, 1980, 1981, 1982 e 1983
- Copa Libertadores da América: 1979
- Mundial de Clubes: 1979

Seleção Paraguaia
- Copa América: 1979

### Como treinador
Olimpia
- Campeonato Paraguaio: 2000